# Duisburg-Süd
Duisburg-Süd ist der südlichste und mit 49,84 km² der flächenmäßig größte Stadtbezirk der Stadt Duisburg. Er hat 73.563 Einwohner (Stand: 31. Dezember 2023). Als Stadtbezirk besteht er seit dem 1. Januar 1975.
Der Stadtbezirk besteht aus dem ehemals klevischen Duisburger Ratsdorf Wanheim-Angerhausen und ansonsten nur ehemals bergischen Ortsteilen, die 1929, und zu einem kleinen Teil erst 1975 nach Duisburg eingemeindet wurden und zuvor zum Amt Angermund im Landkreis Düsseldorf gehörten.
Duisburg-Süd grenzt im Norden an den Duisburger Stadtbezirk Duisburg-Mitte, im Osten an die Stadt Mülheim an der Ruhr, im Süden an die Stadt Düsseldorf und den Kreis Mettmann. Der Rhein trennt den Stadtbezirk im Westen von Duisburg-Rheinhausen und den Städten Krefeld und Meerbusch. Durch den Bezirk fließt der Angerbach. 
Bezirksbürgermeisterin ist Beate Lieske (SPD).

## Gliederung
Der Bezirk umfasst die folgenden Stadt- und Ortsteile:
- Bissingheim
- Buchholz
- Großenbaum
- Huckingen
- Hüttenheim
- Mündelheim mit den Ortsteilen Ehingen, Rheinheim, Serm und Holtum
- Rahm
- Ungelsheim
- Wanheim-Angerhausen
- Wedau

Die Trasse der Köln-Mindener Eisenbahn und die Autobahn A 59 teilen den Bezirk in eine westliche und eine östliche Hälfte. Während der Nordwesten des Bezirks insbesondere durch die Stahlindustrie in Hüttenheim geprägt ist, zieht sich durch den Osten die Huckinger Mark, ein altes Waldgebiet, mit dem Erholungs- und Freizeitgebiet Sechs-Seen-Platte. Der Süden des Bezirks wird teilweise noch landwirtschaftlich genutzt und ist durch die teils immer noch dörflichen Strukturen von Mündelheim, Serm und Rahm geprägt.

## Logport II
Mit dem Logport II befindet sich ein wichtiger Teil der Duisburger Hafen AG im Stadtbezirk Süd. Logport II verfügt über insgesamt 35 Hektar Logistikfläche.
Im Jahr 2013 nahm das größte deutsche Logistikzentrum von Audi seinen Betrieb am Standort Logport II auf. Von dort aus werden Komponenten zahlreicher Audi-Modelle verpackt und per Container auf den Weg zu den Produktionsbändern in Übersee geschickt. Der Vertrag wurde inzwischen bis 2023 verlängert.

## Sehenswürdigkeiten
Mit der Landmarke "Tiger & Turtle" verfügt der Stadtbezirk über eine beliebte und überregional bekannte Sehenswürdigkeit. Die Skulptur, welche auch als erste begehbare Achterbahn der Welt bekannt geworden ist, ist ein beliebter Fotospot und Ausflugsziel in der Region.
Weitere Sehenswürdigkeiten wie die Sechs-Seen-Platte liegen ebenfalls im Stadtbezirk Süd.

## Sport
Der Sportpark Duisburg ist ein etwa 200 Hektar großes Sport-, Freizeit- und Erholungsgebiet im Stadtbezirk Süd. Neben verschiedenen Bundes- und Landesleistungszentren ist der Sportpark Duisburg auch Sitz des Landessportbund NRW sowie der Sportschule Wedau. Das Gebiet umfasst außerdem das Fußballstadion Schauinsland-Reisen-Arena (Heimspielstätte des MSV Duisburg), die PreZero Rheinlandhalle (Heimspielstätte der Füchse Duisburg), das Strandbad Wedau inkl. Wasserski-Anlage sowie mehrere Bezirkssportanlagen und die Regattabahn.

## Bildergalerie

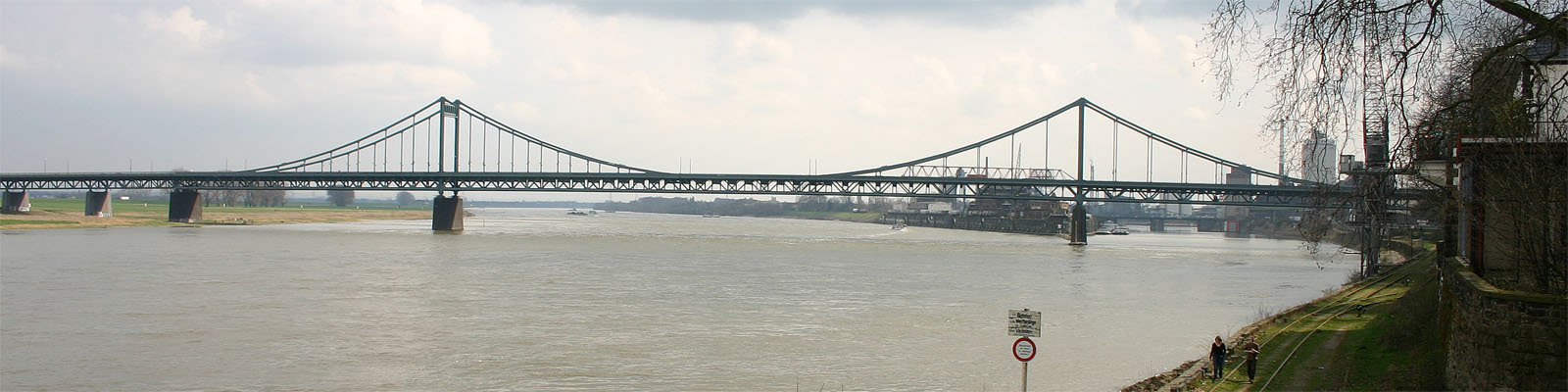
Rheinbrücke Uerdingen – Diese Brücke verbindet Krefeld-Uerdingen mit Duisburg-Mündelheim
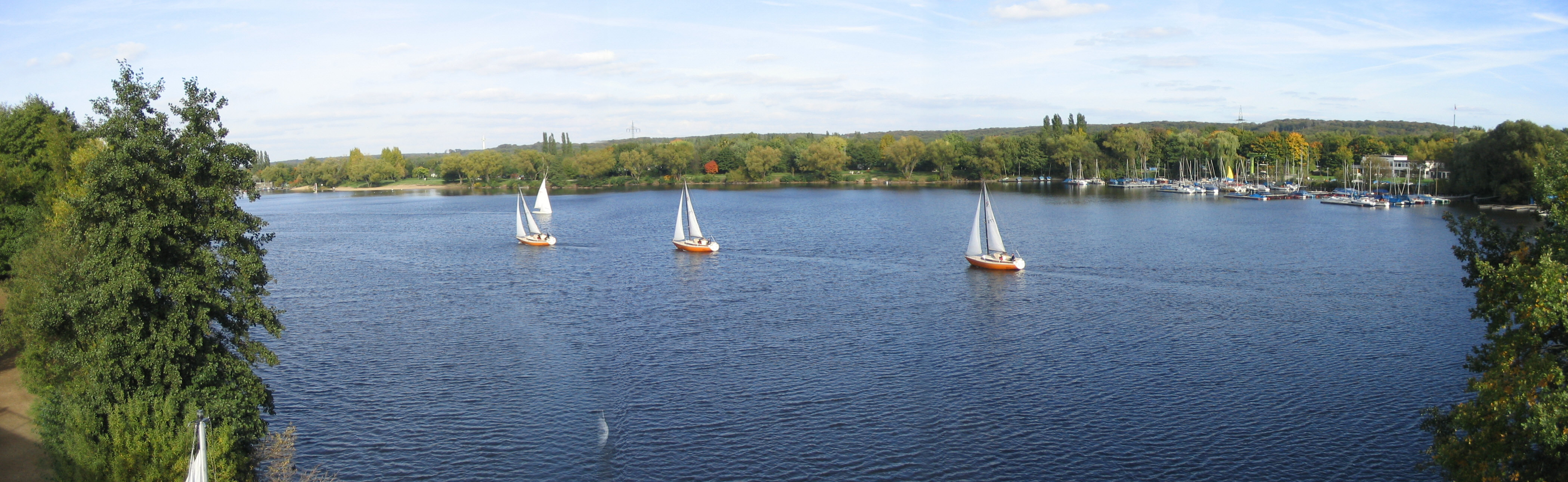
Naherholungs- und Ausflugsziel: Der Masurensee in Wedau
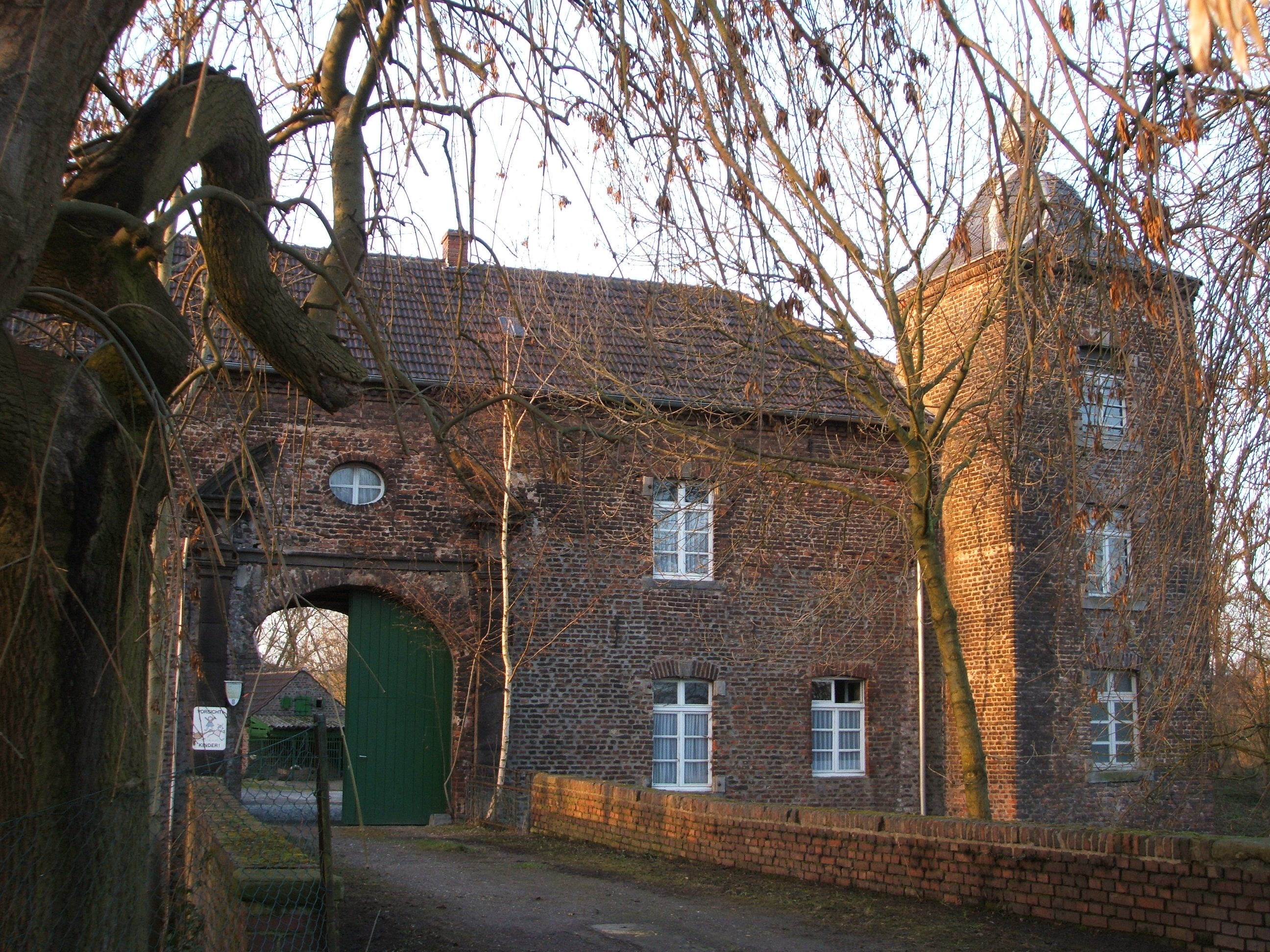
Haus Böckum in Huckingen
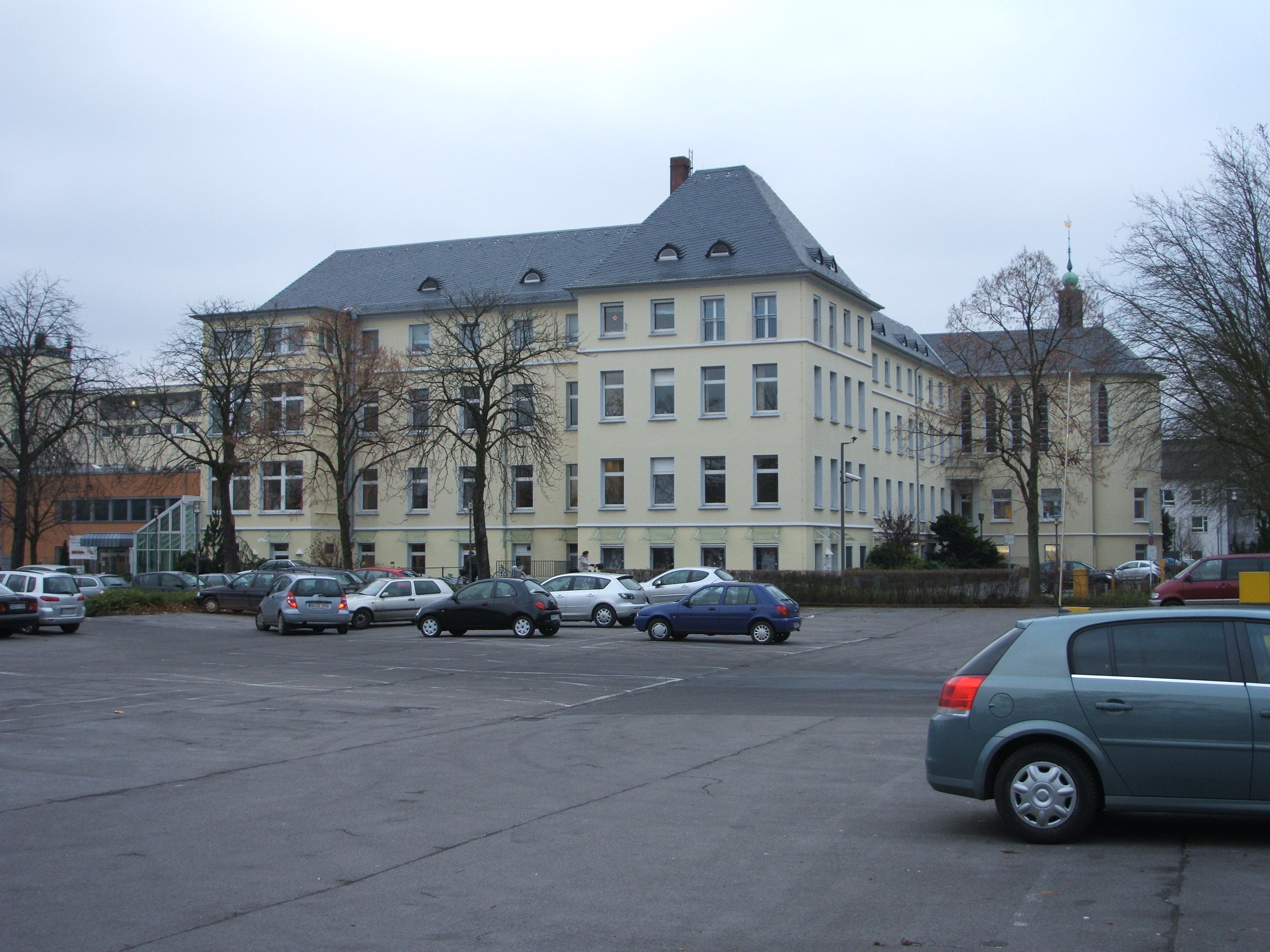
Krankenhaus St. Anna in Huckingen
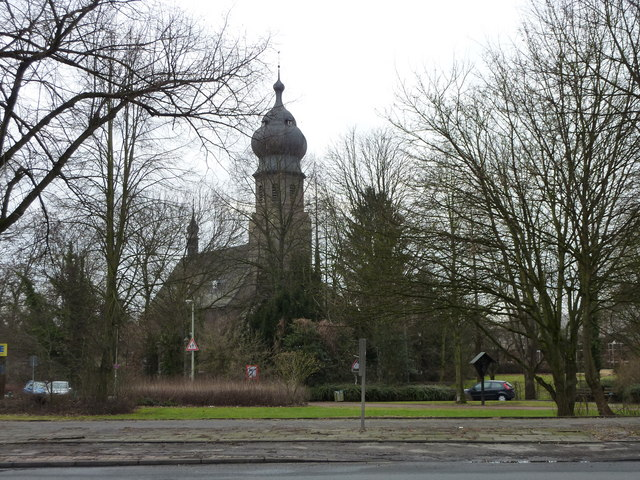
Katholische Kirche St.-Hubertus in Rahm
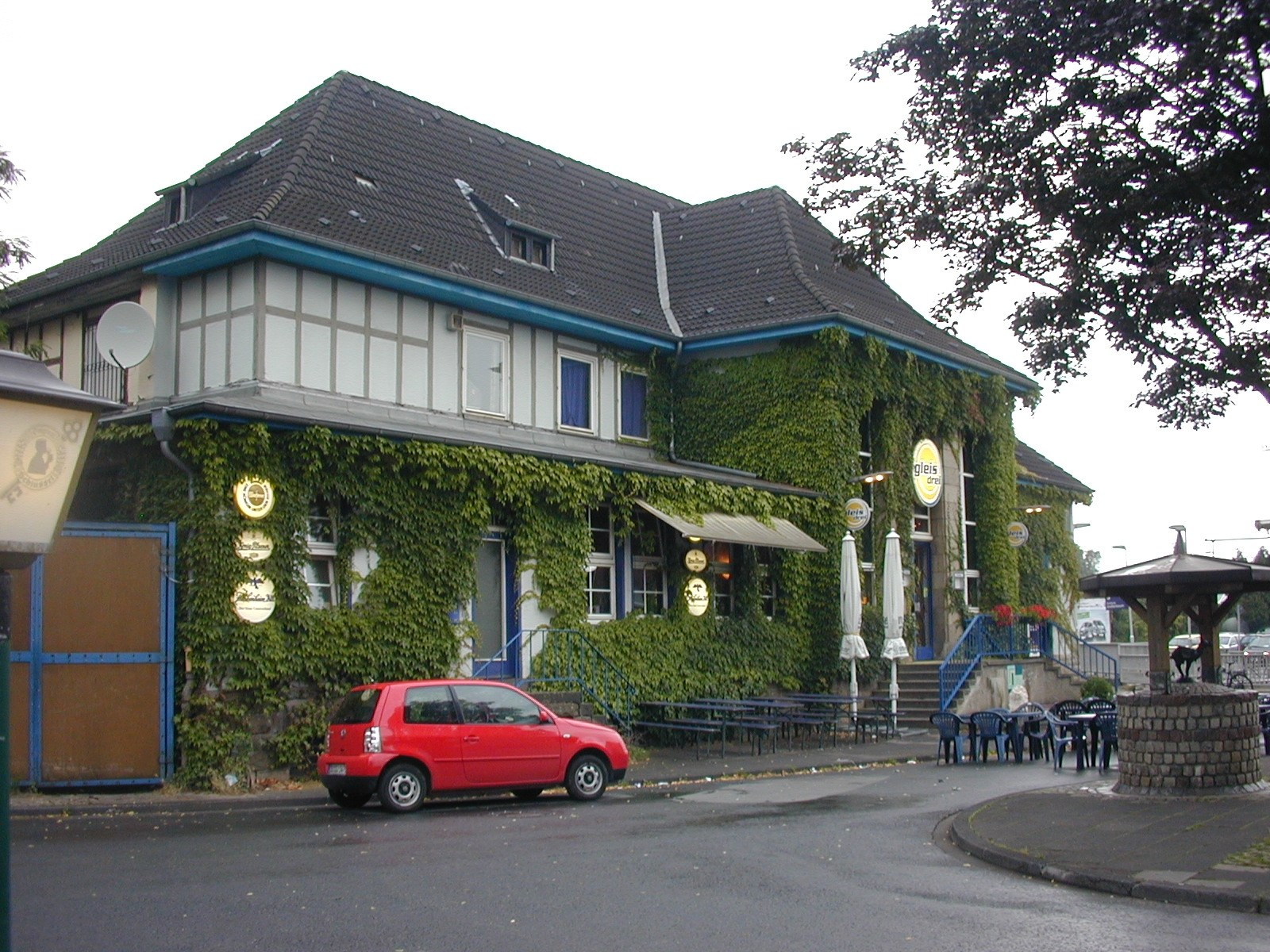
Alter Bahnhof Großenbaum, heute ein Musikcafé
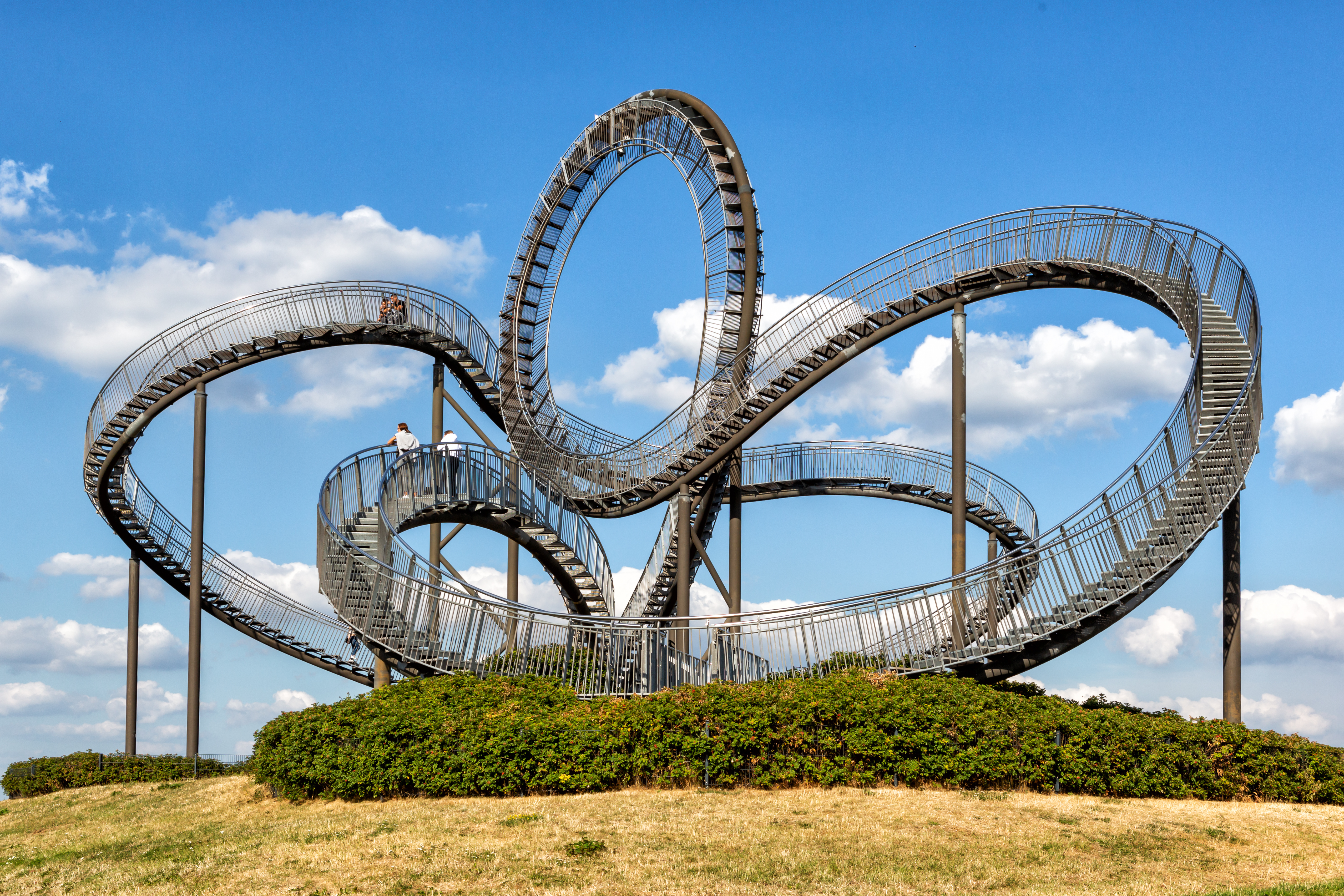
Die begehbare „Achterbahn“ Tiger & Turtle
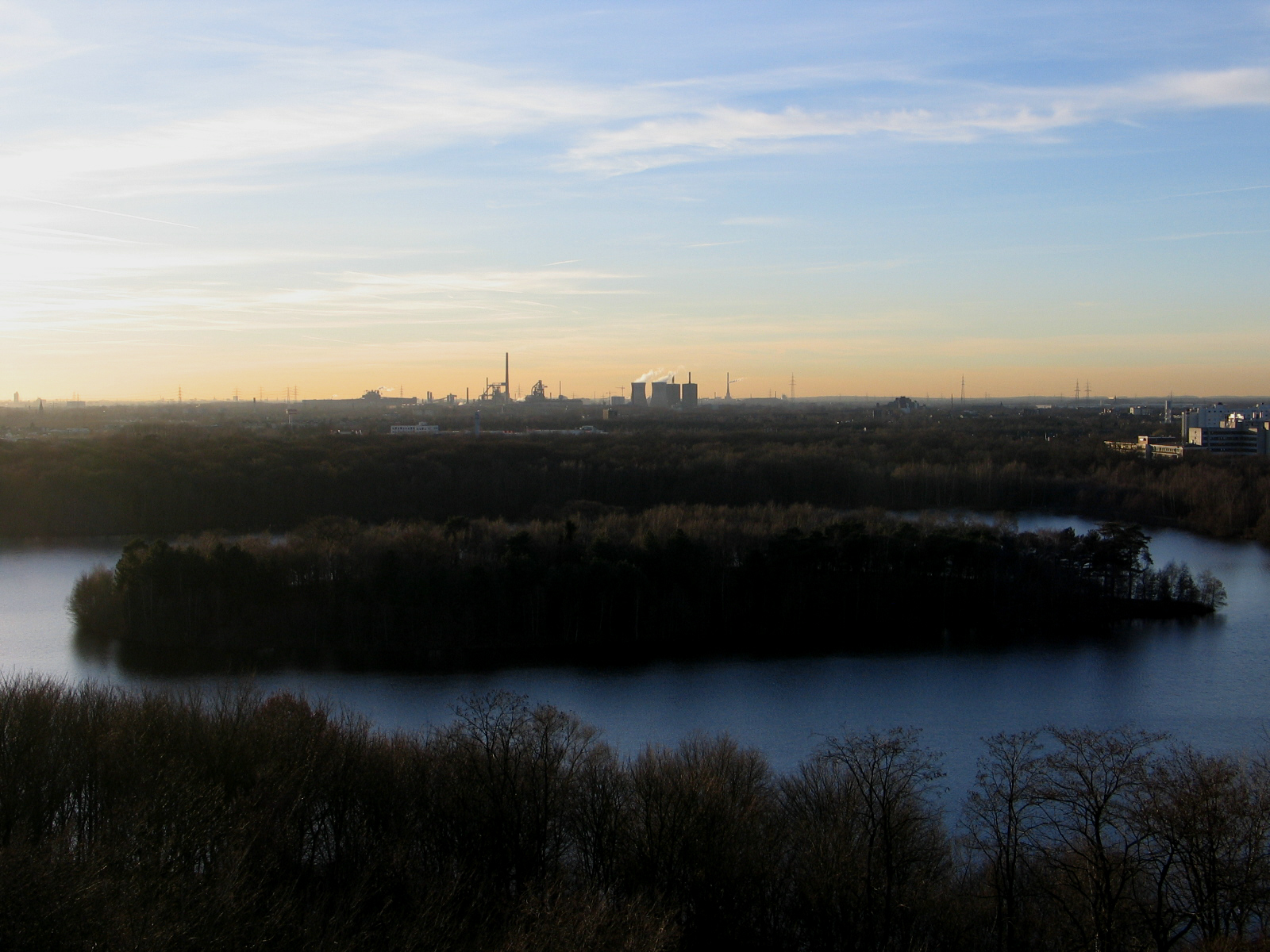
Sechs-Seen-Platte
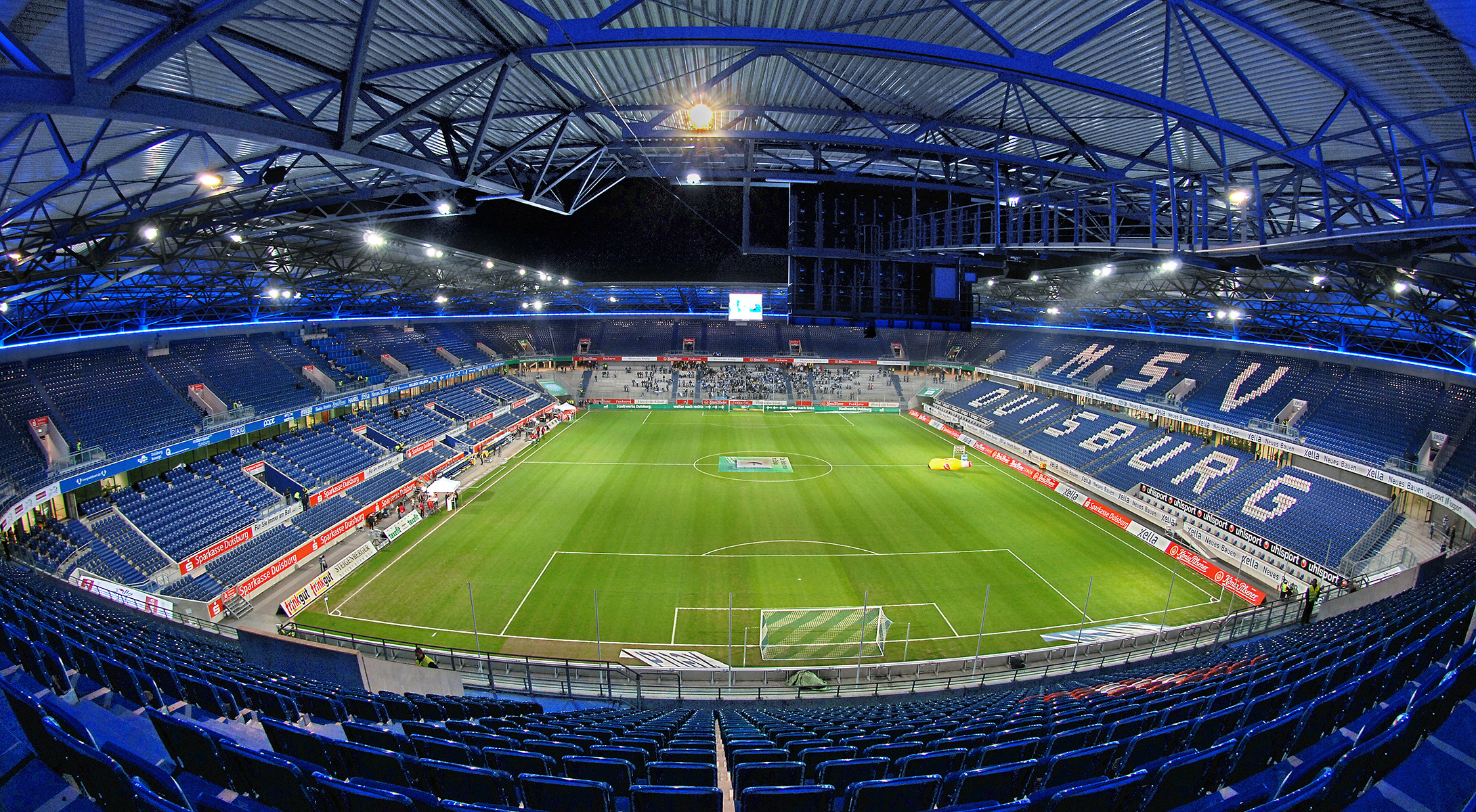
MSV Arena in Wedau

## Baudenkmäler
Siehe Liste der Baudenkmäler in Duisburg-Süd.